# Chrysuronia
Genre
Chrysuronia est un genre d'oiseaux de la famille des Trochilidae.

## Liste des espèces
Selon le Congrès ornithologique international (ordre phylogénique), il comporte neuf espèces :
- Chrysuronia goudoti – Colibri de Goudot
- Chrysuronia oenone – Saphir œnone
- Chrysuronia versicolor – Ariane versicolore
- Chrysuronia coeruleogularis – Colibri faux-saphir
- Chrysuronia lilliae – Colibri de Lillie
- Chrysuronia humboldtii – Saphir de Humboldt
- Chrysuronia grayi – Saphir ulysse
- Chrysuronia brevirostris – Ariane à poitrine blanche
- Chrysuronia leucogaster – Ariane vert-doré